# جايسون يونغ (منافس ألعاب قوى)
جايسون يونغ (بالإنجليزية: Jason Young)‏ هو منافس ألعاب قوى أمريكي، ولد في 27 مايو 1981 في دالاس في الولايات المتحدة.

## وصلات خارجية
- جايسون يونغ على موقع الاتحاد الدولي لألعاب القوى (الإنجليزية)
- جايسون يونغ على موقع الاتحاد الأمريكي لسباقات المضمار والميدان (الإنجليزية)
- جايسون يونغ على موقع أوليمبيديا (الإنجليزية)
- جايسون يونغ على موقع اللجنة الأولمبية والبارالمبية الأمريكية (الإنجليزية)